# دی‌جی آنتوان
دی‌جی آنتوان (به انگلیسی: DJ Antoine) با نام اصلی آنتوان کونراد (به انگلیسی: Antoine Konrad)(زاده ۲۳ ژوئن ۱۹۷۵) دی‌جی سوئیسی است.